# Dietrich Herm
Dietrich Herm (* 18. Januar 1933 in São Paulo; † 16. November 2021 in München) war ein deutscher Geologe und Paläontologe.

## Leben
Herm wurde in Brasilien geboren, wuchs aber in Deutschland auf und studierte Biologie und Geologie an der Universität Hamburg und der Ludwig-Maximilians-Universität München, wo er 1960 promoviert wurde. 1963 bis 1966 war er Professor an der Universidad de Chile (in dieser Zeit unternahm er Feldstudien in ganz Chile) und ab 1969 an der Universität Tübingen.  Er war ab 1977 als Nachfolger von Richard Dehm Professor für Paläontologie und Historische Geologie an der Ludwig-Maximilians-Universität München und Leiter der Paläontologischen Staatssammlung. Später war er Generaldirektor der Staatlichen Naturwissenschaftlichen Sammlungen Bayerns. 1998 ließ er sich emeritieren.
Er befasste sich mit dem marinen Pleistozän und Pliozän in Südamerika, Afrika und dem Mittelmeerraum (insbesondere Mikropaläontologie) und ab den 1980er Jahren insbesondere mit der Entstehung der Alpen (besonders nördliche Kalkalpen) und Paläobiogeographie der Kreidezeit.
1960 erhielt er den Hermann-Credner-Preis. 2000 wurde er Ehrenmitglied der Paläontologischen Gesellschaft. Er war  Mitglied der Bayerischen Akademie der Wissenschaften.

## Schriften
- Stratigraphische und mikropaläontologische Untersuchungen der Oberkreide im Lattengebirge und im Nierental (Gosaubecken von Reichenhall und Salzburg) (= Bayerische Akademie der Wissenschaften. Mathematisch-Naturwissenschaftliche Klasse. Abhandlungen. NF Heft 104, ISSN 0376-1029). Verlag der Bayerischen Akademie der Wissenschaften, München 1962.